# Sahra Wagenknecht
Sahra Wagenknecht (Jena, 16 de julio de 1969) es una política alemana, licenciada en Literatura, doctora en Ciencias Económicas y publicista. Fue miembro del consejo de los directores en Die Linke y fue miembro del Parlamento Europeo desde julio de 2004 hasta julio de 2009. Desde 2009 es miembro del Bundestag de Alemania y portavoz de Economía de su grupo parlamentario. Dentro de Die Linke, fue la portavoz de la Plataforma Comunista. Desde 2010 y hasta 2014 fue vicepresidente del partido alemán Die Linke, aunque sus posturas nacionalistas y socialmente conservadoras la convirtieron en una figura controvertida en la política alemana.  Tras su anuncio de formar un nuevo partido, la directiva de Die Linke resolvió pedirle que renunciara a sus mandatos.  También en el exterior, algunos renombrados medios de izquierda de análisis político han hecho contundentes críticas a su postura.
A finales de septiembre de 2023 formó BSW-Por la Razón y la Justicia, una asociación destinada a servir como precursora de una formación política. El partido Alianza Sahra Wagenknecht-Por la Razón y la Justicia fue fundado en enero de 2024.

## Biografía

### Formación y primeros años
Wagenknecht es hija de una alemana y un iraní y posee, según las leyes iraníes, la nacionalidad iraní.
Cuando tenía tres años, su padre viajó a Irán desde Berlín Occidental, desconociéndose ningún dato sobre su vida posterior. Su madre trabajó para una agencia estatal de distribución de objetos de arte. Wagenknecht se crio con sus abuelos en Jena, trasladándose a Berlín Oriental con su madre al empezar su escolaridad. En sus años escolares fue miembro de la Freie Deutsche Jugend y finalizó en 1988 su educación secundaria con el bachillerato Abitur en Berlin-Marzahn. En tiempos de la RDA, Wagenknecht se negó a comer durante la clase obligatoria de formación militar, lo que fue interpretado por los funcionarios como una huelga de hambre. Como consecuencia le fue prohibido estudiar en la RDA. Le fue asignado un puesto como secretaria del que dimitió a los tres meses. En 1989, seis meses antes de la caída del Muro de Berlín entró en el SED. 
A partir de 1990 estudió filosofía y literatura contemporánea en las Universidades de Jena, Berlín y Groninga, completando sus estudios en 1996 en Groninga con un trabajo sobre la recepción de Hegel en el joven Marx. 
En 1997 se casó con el periodista y productor Ralph-Thomas Niemeyer.

### Carrera política

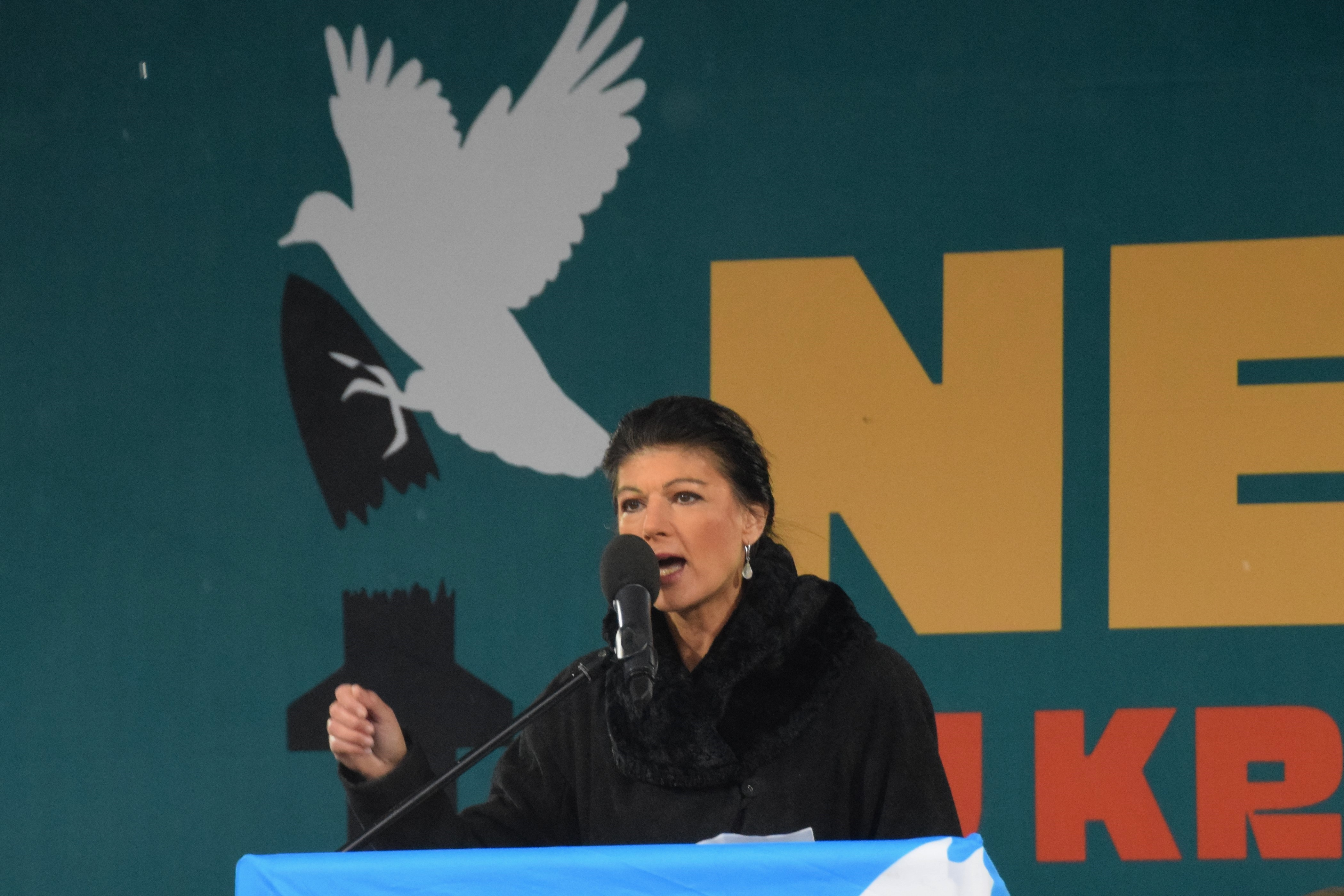
Wagenknecht en una manifestación antimilitarista (Berlín, 2023).

Entre los años 1991 y 1995, Sahra Wagenknecht fue miembro de la presidencia del Partido del Socialismo Democrático (PDS), y desde 1991 también fue miembro de la dirección de su Plataforma Comunista. Desde 2007, Sahra Wagenknecht fue miembro de la presidencia del partido Die Linke y desde octubre de 2007 miembro de la comisión programática del partido.
En las elecciones de 1998, Wagenknecht concurrió como candidata por la región de Dortmund, alcanzando el 3.35 por ciento de los votos. En 1999, en las elecciones al Parlamento Europeo fue elegida como representante del PDS. En el Parlamento trabajó en el Comité de Asuntos Económicos y Monetarios, así como en la Asamblea de Parlamentos latinoamericanos.
Después de la unión del PDS y del WASG para formar Die Linke, Wagenknecht contempló la posibilidad de presentarse a vicepresidente del partido. Sin embargo, líderes del partido como Lothar Bisky y Gregor Gysi se opusieron (alegando sus supuestas simpatías con la RDA). Como consecuencia de la controversia, Wagenknecht anunció que no se presentaría. Wagenknecht obtuvo un escaño en las elecciones federales de 2009 en Renania del Norte-Westfalia. En el Bundestag, se convirtió en la portavoz del partido para asuntos económicos. El 15 de mayo de 2010 fue elegida finalmente vicepresidenta del partido.
A principios de 2012, la prensa alemana informó que Wagenknecht era uno de los 27 miembros del Bundestag de La Izquierda cuyos escritos y discursos estaban siendo recopilados y analizados por la Oficina Federal para la Protección de la Constitución.
Wagenknecht fue una de las principales fuerzas impulsoras en la formación de Aufstehen, un movimiento político de izquierda establecido en 2018, que existe fuera de las estructuras tradicionales de los partidos políticos y ha sido comparado con el movimiento francés Francia Insumisa. En marzo de 2019, Wagenknecht anunció su retirada de su papel de liderazgo dentro de Aufstehen, citando las presiones de la carga de trabajo personal e insistiendo en que después de una fase de puesta en marcha exitosa, para la que era necesaria experiencia política, había llegado el momento de que las propias bases del movimiento tomaran el control. Sin embargo, seguiría haciendo apariciones públicas en su nombre.
Wagenknecht fue elegida colíder del grupo parlamentario de La Izquierda en el Bundestag en 2015 junto a Dietmar Bartsch. Wagenknecht obtuvo el 78,4 % de los votos emitidos. Como La Izquierda era en ese momento el partido de la oposición más grande del Bundestag, se convirtió en una prominente líder de la oposición durante el resto del mandato parlamentario. Bartsch y Wagenknecht fueron los principales candidatos de La Izquierda para las elecciones federales de 2017.
En noviembre de 2019, anunció su renuncia como líder parlamentaria, citando el agotamiento como motivo.
Wagenknecht fue nominada de nuevo como candidata principal en la lista del partido de Renania del Norte-Westfalia en las elecciones federales de 2021. Fue reelegida, pero describió los resultados como una "amarga derrota" para su partido.
Debido a los crecientes conflictos dentro del La Izquierda, Wagenknecht había estado considerando formar su propio partido. Sus posiciones políticas generalmente se identifican como populistas de izquierda. Aunque era una líder destacada dentro de La Izquierda, el conflicto con otros miembros del partido sobre temas como la política de refugiados, la vacunación contra la COVID-19 y la invasión rusa de Ucrania en 2022 la llevaron a entrar en conflicto con la formación. Desde 2021 se especuló que su facción y otros grupos de ideas afines dentro de Die Linke, como la Izquierda Socialista o los Círculos de Karl Liebknecht, se separarían para formar un partido escindido. En cuanto a la política, se esperaba que el nuevo partido siguiera una estrategia nacionalista de izquierda.
A finales de septiembre, personas del círculo de Wagenknecht fundaron la asociación BSW - Por la Razón y la Justicia. La asociación tenía la intención de servir como precursora de un futuro partido. Finalmente, el partido Alianza Sahra Wagenknecht - Por la Razón y la Justicia fue fundado en enero de 2024.

## Posiciones políticas
Wagenknecht ha defendido que el partido Die Linke debe llevar a cabo una política radical y con objetivos anticapitalistas para diferenciarse del Partido Socialdemócrata de Alemania y Alianza 90/Los Verdes. Se manifestó críticamente con respecto a la participación del partido en gobiernos de coalición, especialmente en el estado federal de Berlín, que llevaron a cabo políticas de recortes del gasto social y privatizaciones.
Wagenknecht se muestra a favor de Fidel Castro y solidaria con Hugo Chávez y critica el anticomunismo.
Las principales posiciones políticas que la han llevado a distanciarse de Die Linke son las siguientes:
1. Oposición a la política identitaria y progresista: cuestiona la priorización de temas relacionados con diversidad, lenguaje inclusivo y lucha ambientalista, argumentando que estas cuestiones distraen de los problemas económicos y sociales más relevantes.
2. Crítica a la migración libre y las fronteras abiertas: se posiciona en contra de la migración libre y aboga por un enfoque más restrictivo en las políticas migratorias, lo que coincide con la postura de partidos como AfD, conocidos por su postura antiinmigración.
3. Frenar la entrega de armamento a Ucrania y negociar la paz con Rusia: aboga por la negociación de la paz con Rusia y se muestra contraria a proporcionar armas a Ucrania, lo que indica una posición menos intervencionista en política exterior.

## Publicaciones
- Los Engreídos, Lola Books, Berlín 2024, ISBN 978-3-944203-71-3.